# John Taylor, Baron Taylor of Warwick

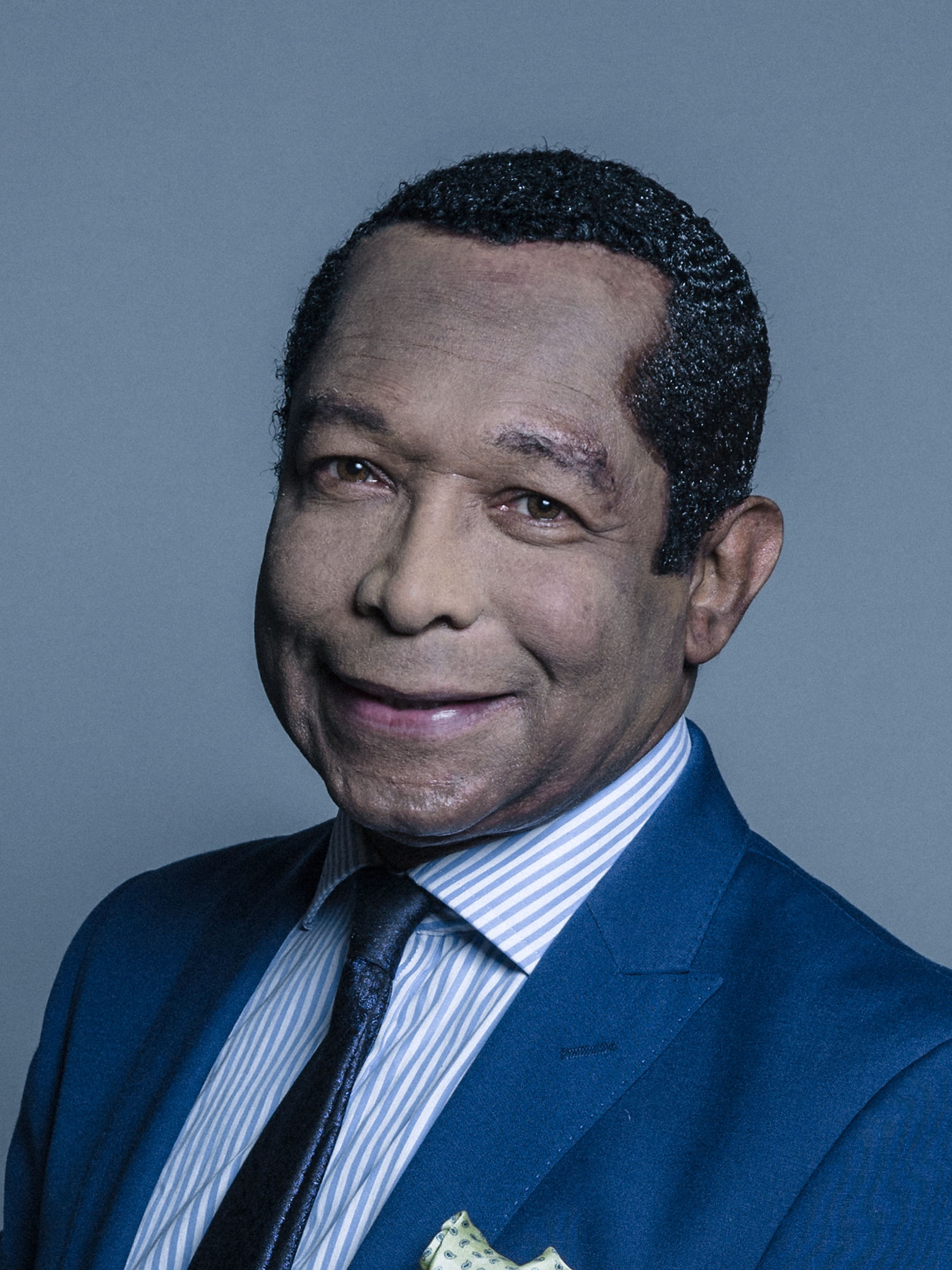
John Taylor, Baron Taylor of Warwick (2017)

John David Beckett Taylor, Baron Taylor of Warwick (* 21. September 1952 in Birmingham) ist ein britischer Jurist und Politiker der Conservative Party, der 1996 als erster Schwarzer für die konservativen Tories Mitglied des House of Lords wurde. Im Januar 2011 wurde er während eines Verfahrens vor dem Crown Court des London Borough of Southwark für schuldig befunden, falsche Angaben bezüglich seiner parlamentarischen Ausgaben gemacht zu haben. Am 31. Mai 2011 wurde er zu einer Freiheitsstrafe von zwölf Monaten verurteilt, jedoch nach dreimonatiger Haft aus der Haft entlassen und unter Hausarrest gestellt. Während seiner Verurteilung war er von der Mitgliedschaft im Oberhaus suspendiert.

## Leben

### Studium Rechtsanwalt und Kommunalpolitiker
Taylor, Sohn jamaikanischer Einwanderer, begann nach dem Besuch der Moseley School ein Studium im Fach englische Literatur an der Keele University. Im Anschluss studierte er Rechtswissenschaften an der Law School der Moseley School und schloss diese 1976 mit einem Bachelor of Arts ab. 1978 gewann er den Anwaltspreis der Anwaltskammer von Gray’s Inn und erhielt anschließend die anwaltliche Zulassung als Barrister.
Mitte der 1980er begann er seine politische Laufbahn in der Kommunalpolitik, als er für die Conservative Party zum Mitglied des Rates des Metropolitan Borough of Solihull gewählt wurde und diesem bis 1991 angehörte. Zeitgleich war er Mitglied der Regionalen Gesundheitsbehörde für die West-Themse und zuletzt zwischen 1990 und 1991 auch Sonderberater des Innenministers und der Staatsminister.
Bei den Unterhauswahlen vom 9. April 1992 bewarb sich Taylor für die Conservative Party erfolglos für einen Abgeordnetensitz im House of Commons im Wahlkreis Cheltenham. Anschließend war er zwischen 1992 und 1993 Mitglied des Finanzierungsrates für höhere Bildung in Greater London sowie zugleich von 1992 bis 1995 Mitglied der Unabhängigen Fußballkommission (Independent Football Commission, IFC).

### Mitglied des House of Lords
1996 wurde Taylor, der zeitweise auch als Moderator im Fernsehen arbeitete, als Life Peer mit dem Titel Baron Taylor of Warwick, of Warwick in the County of Warwickshire, in den britischen Adelsstand erhoben und gehört seither als Mitglied dem House of Lords an.
Weite Bekanntheit erreichte er als Autor des Verbrechensbeweisänderungsgesetz (Criminal Evidence Amendment Act 1997) sowie zwischen 1998 und 2000 als Vizepräsident der Britischen Filmklassifizierungsbehörde (British Board of Film Classification). 1999 verlieh ihm die University of Warwick einen Ehrendoktor der Rechtswissenschaften.
Baron Taylor, der 2007 Mitglied des überparteilichen Informationssonderausschusses war, trat im Juli 2010 als Whip der Fraktion der Tories im Oberhaus zurück und schied aus der Vereinigung der konservativen Peers aus. Im Januar 2011 wurde er während eines Verfahrens vor dem Crown Court des London Borough of Southwark für schuldig befunden, falsche Angaben bezüglich seiner parlamentarischen Ausgaben gemacht zu haben, und am 31. Mai 2011 zu einer Freiheitsstrafe von zwölf Monaten verurteilt, jedoch nach dreimonatiger Haft aus der Haft entlassen und unter Hausarrest gestellt. In dem Prozess wurde festgestellt, dass er während des Parliamentary Expenses Scandal  für eine angeblich von ihm in Oxford bewohnte Wohnung 11.277,80 £ geltend gemacht hatte, obwohl diese Wohnung tatsächlich von seinem Neffen und dessen Freund bewohnt wurde. Während seiner Verurteilung war er von Mai 2011 bis Juni 2012 von der Mitgliedschaft im Oberhaus suspendiert. 2012 verlor Baron Taylor schließlich seine anwaltliche Zulassung, nachdem er für unwürdig befunden wurde, Barrister zu sein.